# ژو چینگیوان
ژو چینگیوان (انگلیسی: Zhu Qingyuan؛ زادهٔ ۱۷ مهٔ ۱۹۵۷)  شمشیرباز زن اهل چین بود. وی در بازی‌های المپیک تابستانی ۱۹۸۴ و ۱۹۸۸ شرکت کرده‌است.